# Hagen Goyvaerts
Hagen J. Goyvaerts, né le 23 mars 1961 à Anvers est un homme politique belge flamand, membre du Vlaams Belang.
Il est ingénieur industriel en énergie nucléaire et licencié spécial en techniques biomédicales ; employé.

## Fonctions politiques
- Conseiller communal de Louvain
- Député fédéral  depuis le 13 juin 1999 au 25 mai 2014